# Leptogaster hesperis
Leptogaster hesperis är en tvåvingeart som beskrevs av Martin 1957. Leptogaster hesperis ingår i släktet Leptogaster och familjen rovflugor.
Artens utbredningsområde är New Mexico. Inga underarter finns listade i Catalogue of Life.